# Legislativversammlung von Piauí
Die Legislativversammlung von Piauí, amtlich portugiesisch Assembleia Legislativa do Estado do Piauí (ALEPI), kurz Assembleia Legislativa do Piauí, ist das oberste gesetzgebende Organ des brasilianischen Bundesstaates Piauí.

## Allgemeines
Ihr Sitz befindet sich in Teresina in der Avenida Marechal Castelo Branco im Palácio Petrônio Portela. Das Einkammerparlament besteht aus 30 nach Verhältniswahlrecht gewählten Abgeordneten, den deputados estaduais, die auf vier Jahre gewählt werden, zuletzt bei den Parlamentswahlen im Rahmen der Wahlen in Brasilien 2018.

## Geschichte
Nach der Ausrufung des Kaiserreichs Brasilien und der Verfassung von 1824 wurden den Provinzen Generalräte, die Conselhos Gerais de Província zugestanden, für die  Provinz Piauí 20 Räte, die jedoch keine eigenen gesetzgebenden Zuständigkeiten hatten. Dies fand über die zentrale kaiserliche Macht in den Händen des Kaisers Pedro I. statt. Nach einer Verfassungsänderung von 1834 konnte mit Wirkung vom 4. Mai 1835 eine erste Legislativversammlung der Provinz Piauí (Assembleia Legislativa da Província do Piauí) installiert werden, die bis November 1889 27 Legislaturperioden abhalten konnte.
Bei Gründung der Republik 1889 wurden die Provinzen in Bundesstaaten gewandelt und konnten sich selbst eigene Staatsverfassungen geben. Die Bürger entschieden sich für ein Zweikammersystem, als Vorläufer der heutigen Legislativversammlung, bestehend aus einem Senat, dem Senado Estadual, und einer Abgeordnetenkammer, der Câmara dos Deputados do Piauí. Sie dauerte 10 Legislaturperioden lang, bevor sie durch den Putsch von 1930 und die Vargas-Diktatur verboten wurden (Dekret Nr. 19.398 vom 11. November 1930).

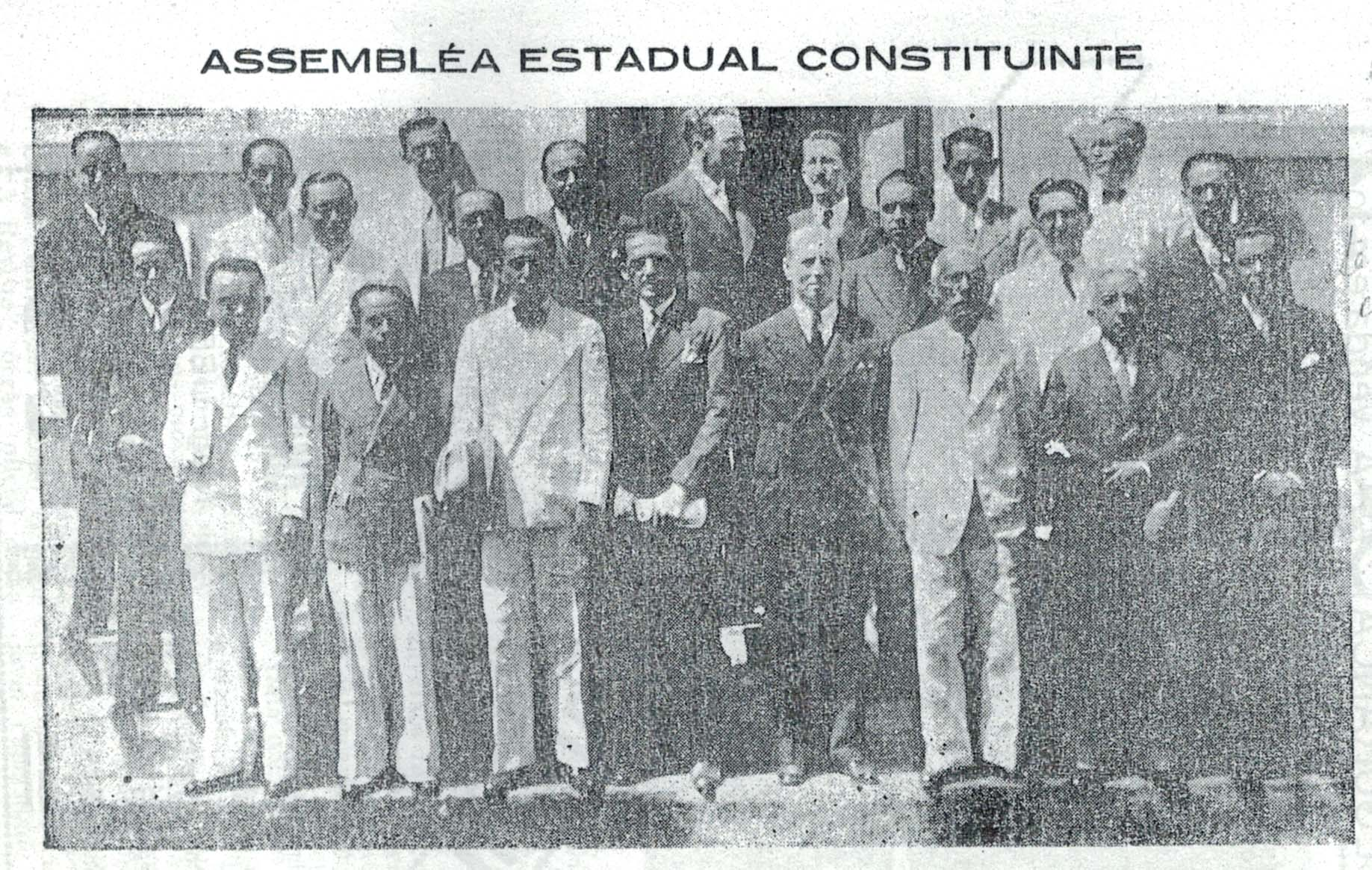
Mitglieder der Konstituierenden Versammlung von Piauí von 1935, kurz nach der Verkündung der Staatsverfassung von 1935, auf einem Foto vom 18. Juli 1935 im Almanaque da Parnaíba von 1936.

Der Staat hatte sich zwar 1935 eine neue Verfassung gegeben, die jedoch wirkungslos war. Zu diesem Zeitpunkt wurde die bisher verwendete alte Schreibung Piauhy gegen Piauí getauscht. Erst mit dem Ende des Estado Novo und einer neuen Bundesverfassung von 1946 konnte auch der Bundesstaat nach einer Verfassunggebenden Versammlung 1947 eine neue Legislative nach rechtsstaatlichen Prinzipien aufnehmen, diesmal als Einkammersystem und zunächst 32 vorgesehenen Abgeordneten.
Durch die Militärdiktatur folgten neue Einschränkungen für die Landesparlamente. Mit der Brasilianischen Verfassung von 1988 konnte auch der Bundesstaat Piauí sein Einkammernparlament erhalten, die Anzahl der Volksvertreter wurde 1989 auf 30 Abgeordnete angepasst.

## Legislaturperioden der neuesten Zeit
- 1. Legislaturperiode: 1947–1951
- 2. Legislaturperiode: 1951–1955
- 3. Legislaturperiode: 1955–1959
- 4. Legislaturperiode: 1959–1963
- 5. Legislaturperiode: 1963–1967
- 6. Legislaturperiode: 1967–1971
- 7. Legislaturperiode: 1971–1975
- 8. Legislaturperiode: 1975–1979
- 9. Legislaturperiode: 1979–1983
- 10. Legislaturperiode: 1983–1987
- 11. Legislaturperiode: 1987–1991
- 12. Legislaturperiode: 1991–1995
- 13. Legislaturperiode: 1995–1999
- 14. Legislaturperiode: 1999–2003
- 15. Legislaturperiode: 2003–2007
- 16. Legislaturperiode: 2007–2011
- 17. Legislaturperiode: 2011–2015
- 18. Legislaturperiode: 2015–2019
- 19. Legislaturperiode: 2019–2023, aktuell